# 沈金康
沈金康，SBS，MH（1953年4月18日—），生於中國上海，現任香港單車代表隊總教練，於2011年起以客席身份兼任中国国家自行车队总教练。沈金康為香港單車的發展貢獻巨大，先後為香港培育了多名世界冠軍。沈金康五度獲選為香港全年最佳教練，並獲得由香港政府頒發的行政長官社區服務獎狀、榮譽勳章及銅紫荆星章。

## 運動員生涯
沈金康出身於上海一個幹部家庭。1973年，他開始參與自行车运动，因其對自行车的热爱，未幾他便被選進上海市自行车队，還在一年後進入了国家队，拿遍了中國所有中长距离公路赛冠军，被認為是1970年代末期，中国最佳的自行车运动员。

### 嚴重意外
1980年7月8日，沈金康和7名隊友到江苏太仓进行150公里耐力训练。一辆大卡车在他們作50公里桥上冲刺时迎面而来，沈金康选择急刹车，让隊友从车和桥梁的一个安全通道过去，但是卡车撞倒了他，车轮从他左腿上碾过，登時血肉模糊。由於他們當時正进行冲刺训练，心跳比較平常快，血一下子噴湧而出；沈金康只有以备用的自行车内胎束住伤口暫時止血。救护員其後把重傷的沈金康送回上海的醫院，由著名的断肢再植专家陈中伟為他進行手术，但是面对沈金康嚴重的傷勢，陈中伟也束手无策，只能夠為他截肢保命。
然而，失去了小腿的沈金康未有因而放棄其自行车事業。受傷後，他努力准备普通高等学校招生全国统一考试，在次年成功考進了上海体育学院。在學期間，他兼任了上海男子自行车队的主教练。

## 教練生涯

### 執掌中國隊
1985年，沈金康通过投票选举出任中国国家自行车队男队主教练，9個月後，他帶領中国队在汉城亚运会奪得中国的第一枚自行车亚运金牌（100公里团体计时赛）。後來，他再晉升為总教练，任內把中国队的水平大幅度地提升，達致亞洲的最高水平。在1990年的北京亞運會上，他帶領的中国队打破了100公里团体计时赛的亚洲纪录，並且獲得了兩金兩銀的佳績。1991年，他被上海体育系统评为优秀共产党员。

### 重建香港隊
1994年，沈金康受到国家体委委派到香港半年，以協助香港單車代表隊在广岛亚运会上爭取前六名。然而，當時的香港隊的條件極差，既沒有裝備及經費，甚至連一名全職的專業運動員也沒有。後來，單車隊招收到第一位運動員──黃金寶，師徒二人就開始了刻苦的訓練。由於香港普通運動員不能夠得到香港政府的資助，黃金寶於上午和下午時都需要到商場擔任推銷員賺錢，所以只能夠在中午和晚上訓練。沈金康了解到黃金寶的窘況，主動把自己的一半工資分予给他，還邀請了香港單車協會為他籌集薪酬，讓他能夠專心訓練。6個月後，黃金寶在广岛亚运会上拿得第4名，沈金康也決定留在香港全力訓練他。4年後，黃金寶不負所託贏得1998年的曼谷亚运会的200公里個人公路賽金牌，此後他還贏得無數項亞洲賽事冠軍，成為一代「亚洲车王」，最終贏得世界冠軍。
沈金康一直帶領香港隊至今，此間更為港隊培育出張敬樂、張敬煒、李慧詩、蔡其皓、郭灝霆、陳振興和黃蘊瑤等國際賽單車手，他們在各大賽事屢創佳績，使香港近年能夠躋身亞洲單車界的領先位置，並且先後產生了多位世界冠軍。

### 建立職業車隊
眼見国际自行车联盟舉辦的比赛普遍都是商業性質，而商业比赛一般都不會邀请国家队参加，中国自行车队每年只可参加亚洲锦标赛、世界锦标赛等几个比赛，競賽經驗嚴重不足，沈金康便下定決心建立中国第一支职业车队。2006年，中国第一支女子职业车队--捷安特女子公路自行车队在他的籌劃下正式成立，並開始派隊參加各項國際賽事。

### 重返中國隊
2011年9月，沈金康獲邀兼任中国自行车队客席教練，目標為協助中国自行车队实现奥运金牌零的突破，合约到2012年年底；但教練的工作仍以港隊為主。

## 榮譽
- 香港教育學院榮譽教育學博士（2014）
- 香港政府嘉獎

銀紫荊星章（SBS）（2022）
銅紫荊星章（BBS）（2011）
榮譽勳章（MH）（2006）
行政長官社區服務獎狀（1999）

## 外部連結
- 黃金寶的伯樂 沈金康也是傳奇(民生@報許瑞瑜)
- 《體育的風采》 - 千里走單騎 香港電台網站 2011-08-25
- 沈金康終拿首面奧運獎牌 （页面存档备份，存于） 《星島日報》 2012年8月5日
- 運動科研專家 重視醫學數據 《星島日報》 2012年8月5日